# Holospira hamiltoni
Holospira hamiltoni är en snäckart som beskrevs av Dall 1897. Holospira hamiltoni ingår i släktet Holospira och familjen Urocoptidae. Inga underarter finns listade i Catalogue of Life.